# ГЕС Дехар
ГЕС Дехар – гідроелектростанція на півночі Індії у штаті Гімачал-Прадеш. Використовує деривацію ресурсу із річки Біас, яка впадає праворуч до Сатледжу (найбільший лівий доплив Інду). При цьому відбір води здійснюється між станціями створеного на Біасі каскаду – ГЕС Ларджі та ГЕС Понг.
В межах проекту річку перекрили кам’яно-накидною греблею Пандох висотою 76 метрів та довжиною 255 метрів, яка потребувала 1,6 млн м3 матеріалу. На час будівництва воду відвели за допомогою тунелю довжиною 0,64 км. Гребля утримує водосховище з площею поверхні 1,8 км2 та об’ємом 41 млн м3 (корисний об’єм 18,6 млн м3).
Зі сховища ресурс спрямовується до дериваційної траси, яка перетинає водорозділ між Біас та Сатледж. Її перша ділянка виконана у вигляді тунелю довжиною 13,1 км з діаметром 7,6 метра, котрий переходить у канал довжиною 11,8 км. Останній закінчується у проміжному балансувальному резервуарі Судернагар, створеному на висотах правобережжя річки Suketi Khad, лівої притоки Біасу. З цієї водойми корисним об’ємом 3,7 млн м3 починається другий тунель довжиною 12,4 км з діаметром 8,5 метра, котрий виходить у долину Сатледж. Після вирівнювального резервуару висотою 125 метрів з діаметром 23 метра ресурс через три напірні водоводи, котрі у підсумку розгалужуються на шість, подається до машинного залу.
Основне обладнання станції становлять шість турбіни типу Френсіс потужністю по 165 МВт, які використовують напір у 320 метрів.
Відпрацьована вода потрапляє до Сатледжу та в подальшому використовується для виробництва електроенергії на ГЕС Бхакра.